# MV Agusta F4
La MV Agusta F4 è una motocicletta prodotta dalla casa motociclistica italiana MV Agusta dal 1998 al 2019, derivata dal prototipo Cagiva F4 del 1995.

## Il contesto
La nuova MV Agusta, progettata da Massimo Tamburini per la Cagiva, proprietaria del marchio, doveva essere una moto italiana al 100%, e quindi anche il motore venne progettato ed è tuttora costruito in Italia. Il motore nacque subito con le valvole radiali, il cambio estraibile, la distribuzione non laterale ma centrale con comando a catena.
Per produrre la F4 lo stabilimento di Schiranna venne convertito alla produzione dei soli motori, mentre l'assemblaggio si svolgeva nello stabilimento di Cassinetta di Biandronno. Successivamente, con la cessione dello stabilimento Husqvarna al gruppo BMW, tutta la produzione è ritornata nello stabilimento di Schiranna.

## Storia

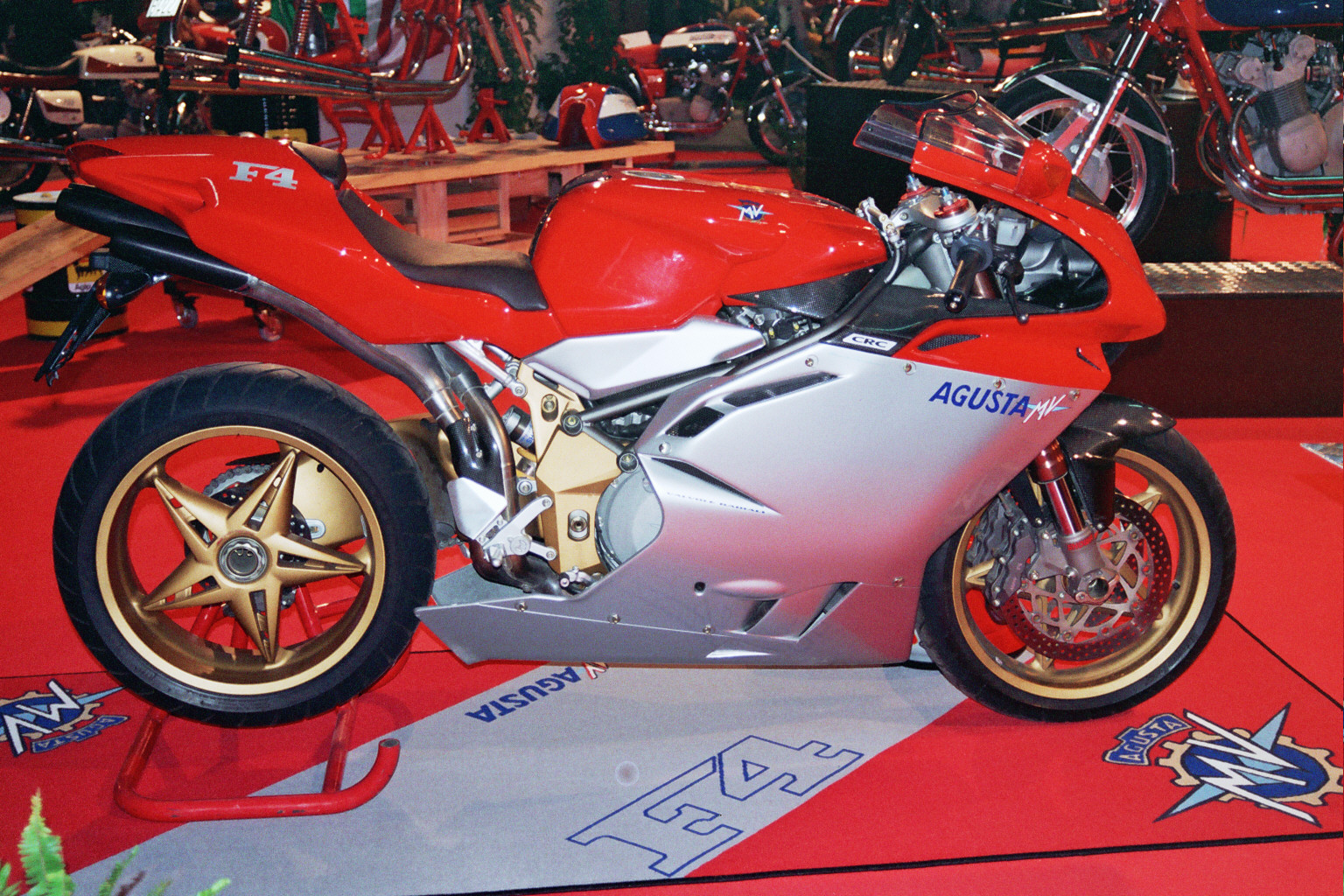
MV Agusta F4 Serie Oro

Questo quadricilindrico prima da 750 cm³ subisce vari perfezionamenti e (negli anni successivi portato a 910 cm³ e 1000 cm³) venne inserito in un telaio a traliccio di tubi. Le prime F4 prodotte erano di 750 cm³ ed in versione Serie Oro, così denominate perché era stato fatto largo uso di materiali leggeri quali il magnesio ed il carbonio, a questo modello seguì la prima versione S che sostituiva al carbonio la plastica e al magnesio l'alluminio.
A questo modello fece seguito nel 2000 il modello S 1+1, la versione S con la presenza sul codino di una piccola sella passeggero, due pedane poggiapiedi per il passeggero ed un ammortizzatore con nuova taratura per un eventuale uso in due.
Nel 2001 viene presentata la F4 CC (dall'acronimo Claudio Castiglioni), il suo prezzo era di circa 100.000 euro che comprendeva un orologio da polso, una giacca, una mattonella d'orata con l'effige della moto e dei documenti. Inizialmente fu prodotto un esemplare poi ne aggiunsero 99 portando la produzione a 100 esemplari. È una se non la Mv Agusta più veloce del mondo con una velocità massima dichiarata di 315 km/h con un limitatore elettronico per non superare le prestazioni e l'omologazione del tipo di motocicletta a causa della pressione degli pneumatici.
Nel 2003 venne prodotta la versione Ev 03 che si distingueva per una diversa colorazione dei cerchi, ma sotto la carena nascondeva importanti modifiche al propulsore, che regalavano 11 CV in più, oltre ad un comportamento molto più brillante reso possibile anche dall'albero motore alleggerito di quasi 1,5 kg.

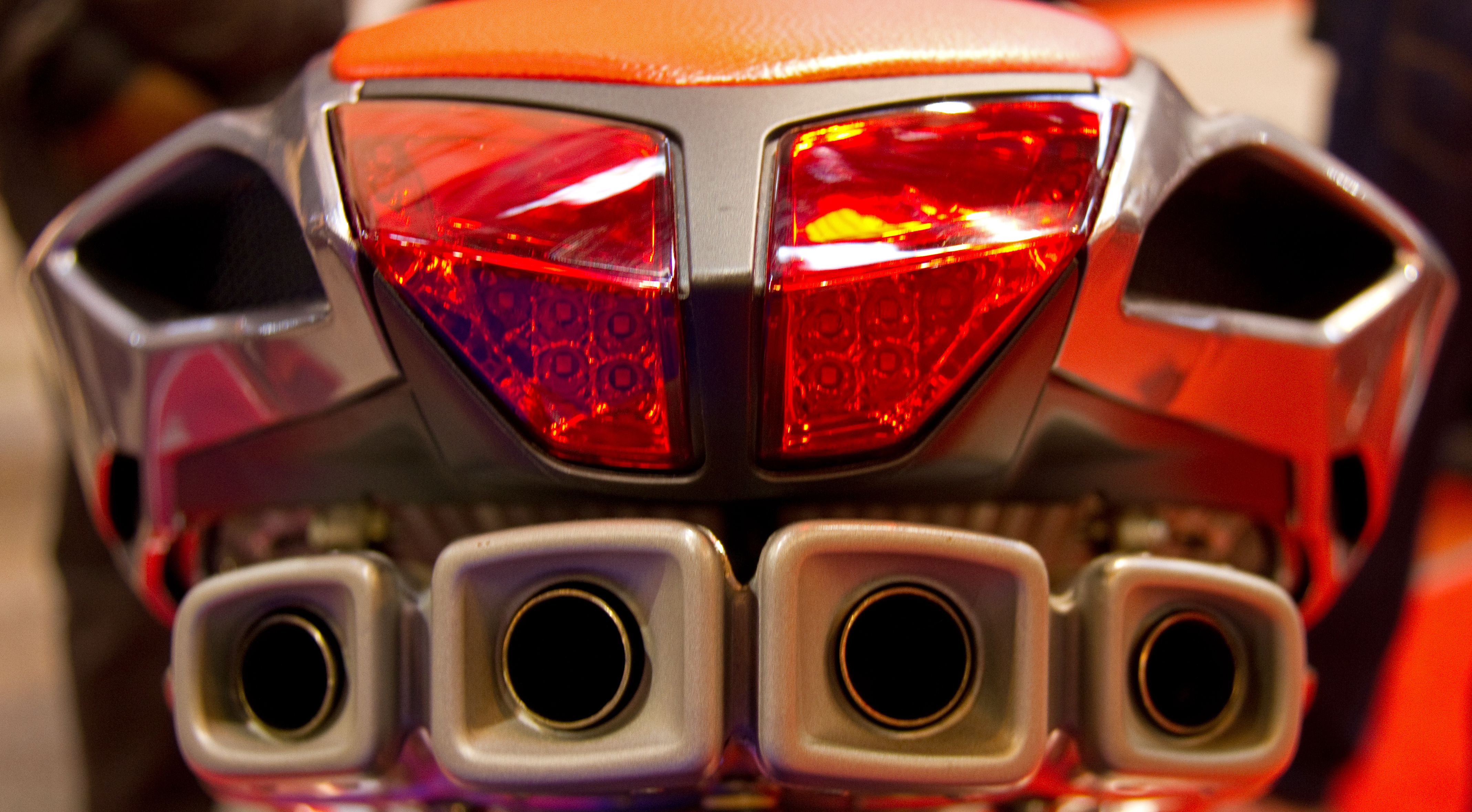
Dettaglio dei caratteristici scarichi a 4 uscite di una MV Agusta F4R

Nel 2004 fu presentata la versione 1000 cm³. La moto manteneva telaio, misure caratteristiche, carena e strumentazioni della versione 750 cm³ ma presentava un motore di diversa cubatura, la scomparsa della gomma 120/65 anteriore a favore di un 120/70, ed un monoammortizzatore posteriore nuovo per poter reggere la maggiore potenza della moto.

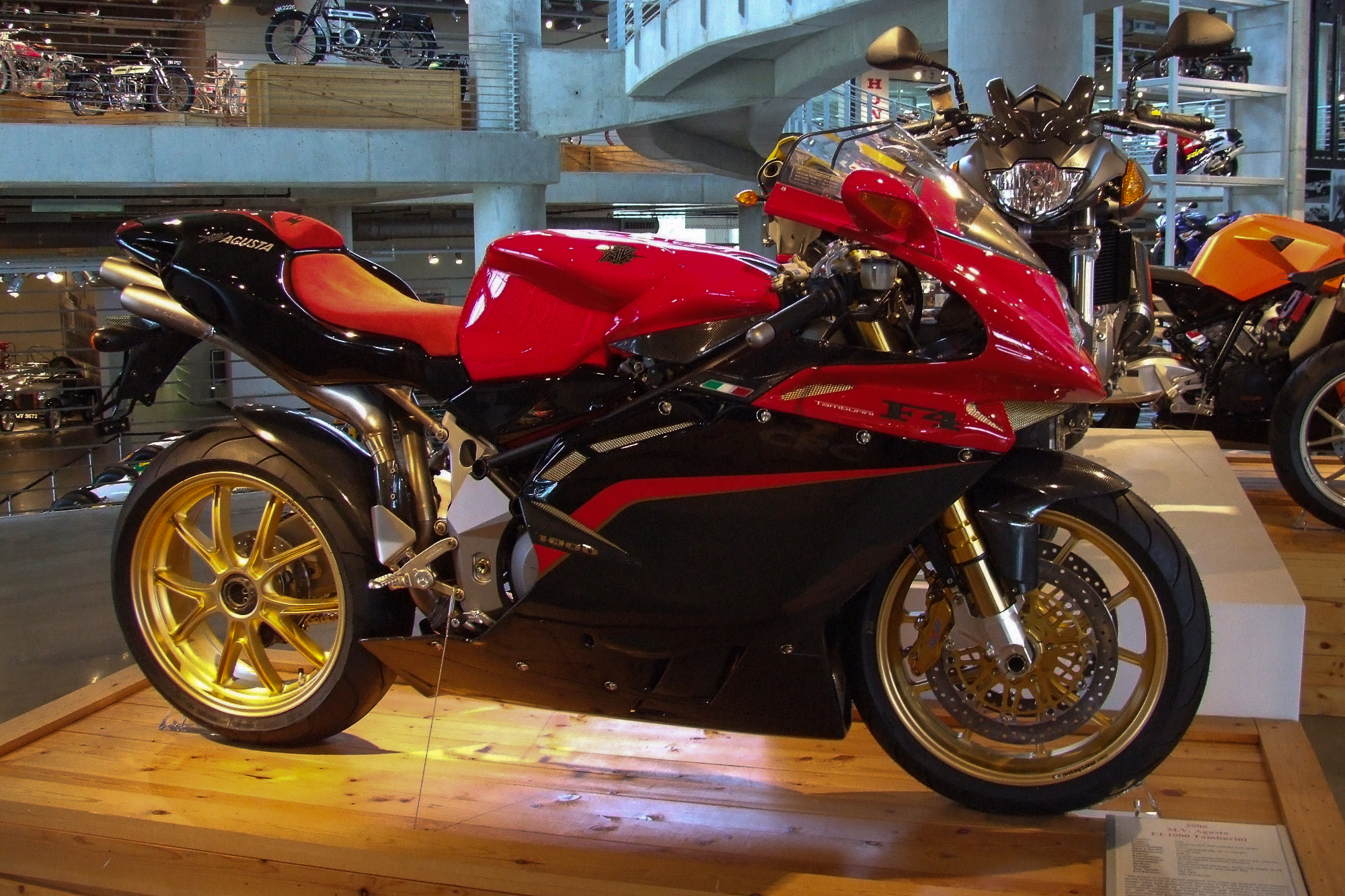
MV Agusta F4 1000 Tamburini

Nel 2005 viene presenta la versione F4 Tamburini prodotta solo in 300 esemplari con targhetta numerata serigrafata su oro, costituita da carbonio e titanio con aspirazione a geometria variabile per la prima volta adottata su una moto al prezzo di 42.825 euro.
Nel 2006 venne presentata la F4 1000 R, con modifiche al motore e soprattutto alla ciclistica, che vedeva aggiornato in particolar modo l'impianto frenante, dotato ora all'anteriore di pinze radiali Brembo.
Sempre nello stesso anno viene presentata la versione CRC costruita in pochi esemplari destinati al mondo delle corse adottando come sulla Tamburini l'aspirazione a geometria variabile, un airbox più capiente e una frizione antisaltellamento più pregiata unita ad un cambio più performante e una potenza aumentata di 10 CV raggiungendo la velocità di punta di 308 km/h e distinguibile per alcuni particolari in oro come i cerchi marchesini e le reti delle prese d'aria oltre che alla targhetta riportante la sigla CRC.

Nel 2007 fu il momento della MV Agusta F4 1078 312 RR, così chiamata in quanto è una delle moto di serie più veloce dell'epoca, che riesce a raggiungere i 312 km/h con uno 0-100 km/h in 2.7 secondi.

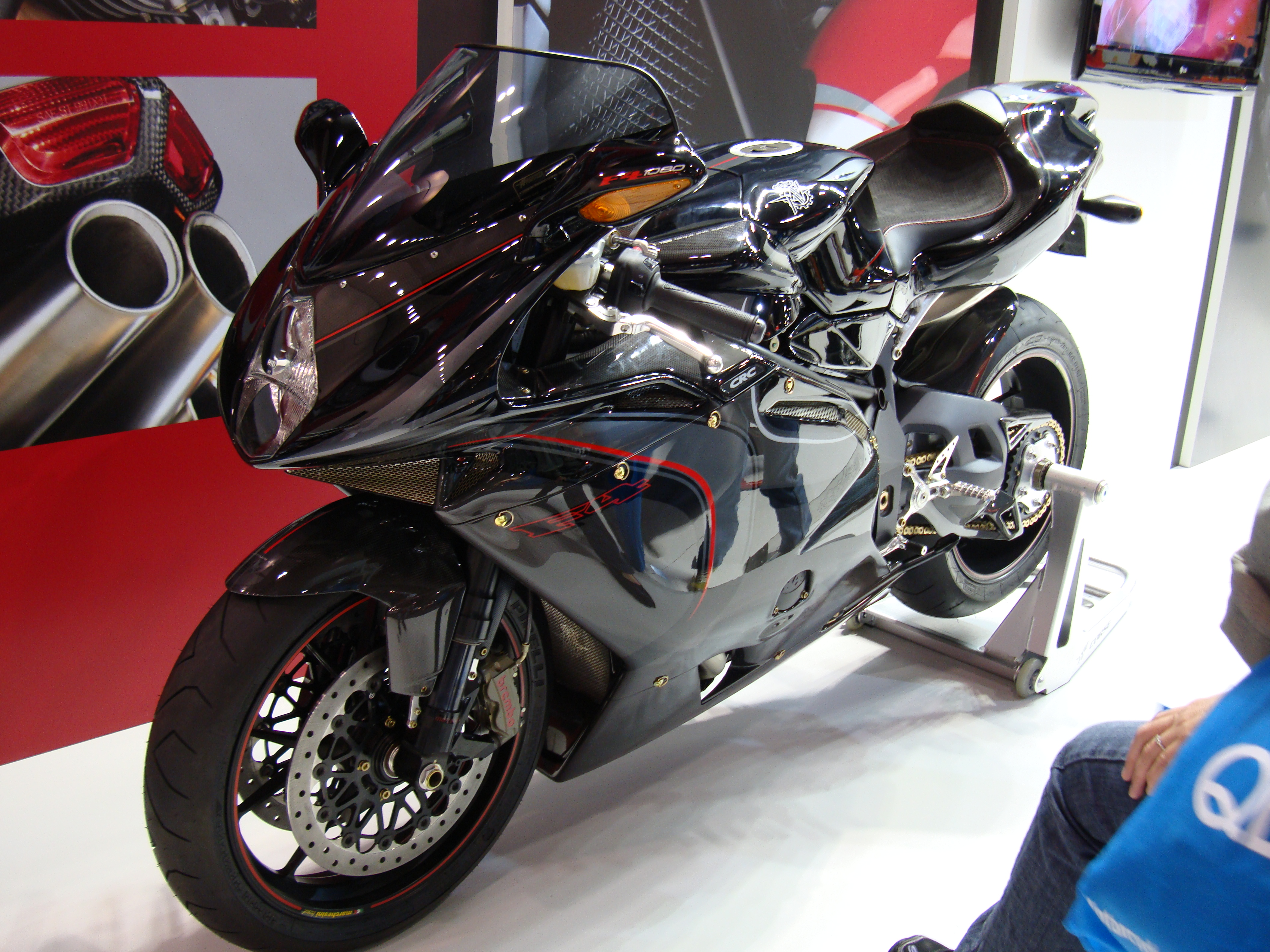
MV Agusta F4CC

*Nel 2009 ci fu anche una serie speciale intitolata a Claudio Castiglioni, "padre" di moto come la Cagiva Elefant e Mito, Ducati 916 e Monster, MV Agusta F4 e Brutale, la F4CC prodotta in 100 esemplari con la particolarità di sviluppare 200 CV, impianto di scarico in titanio e carene interamente in carbonio. Quest'ultima venduta al pubblico al costo di 100.000 euro. Nel pacchetto di acquisto della Claudio Castiglioni era incluso un Girard Perregaux, una giacca Trussardi, una targhetta di oro bianco riportante il numero progressivo da 1 a 100 e la pergamena di certificazione oltre al cavalletto serigrafato.

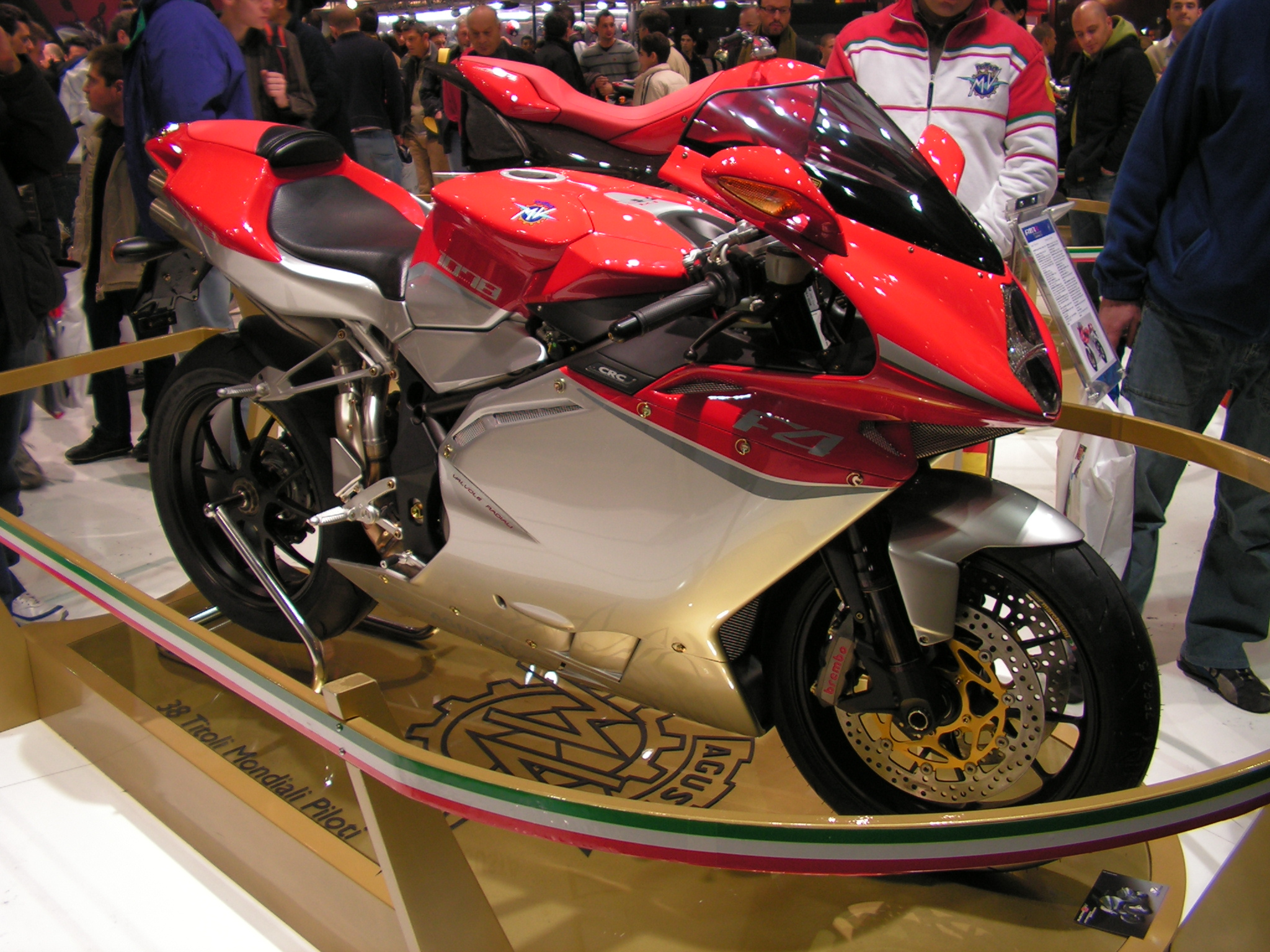
MV Agusta F4 1078

L'ultimo modello con design firmato Tamburini è l'F4 312 RR 1078, con una cubatura superiore a 1000 cm³. La 312 RR è sviluppata sulla stessa base della Claudio Castiglioni con numerosissimi componenti in comune. Le uniche differenze estetiche sono da ricercarsi nei particolari non ricavati dal pieno (pedane, piedini forcella, staffe) e nelle carene non in carbonio. Il motore resta il 1078 della CC, ma viene spogliato di bielle in titanio e trombette a geometria variabile. La ciclistica resta simile alla CC con forcella Marzocchi da 50 mm, con piccole differenze riguardanti l'ammortizzatore posteriore. I freni sono comuni alla CC, con pinze anteriori radiali monoblocco Brembo ricavate dal pieno. Le prestazioni sono di alto livello, con 190 CV e 192 kg di peso e ne fanno la F4 di serie più potente prima del restyling. La velocità massima è superiore ai 312 km/h, ma il modello mantiene nel nome la sigla 312. Le colorazioni disponibile sono grigio-rosso, bianco-nero e grigio-nero; il modello 1078 312 RR si differenzia dalla semplice R 312 per la differente colorazione visibile in particolare nel codone che è tagliato a metà dal cambio colore. In produzione rimane comunque la F4 312 R, con cilindrata contenuta nei 1000 cm³.

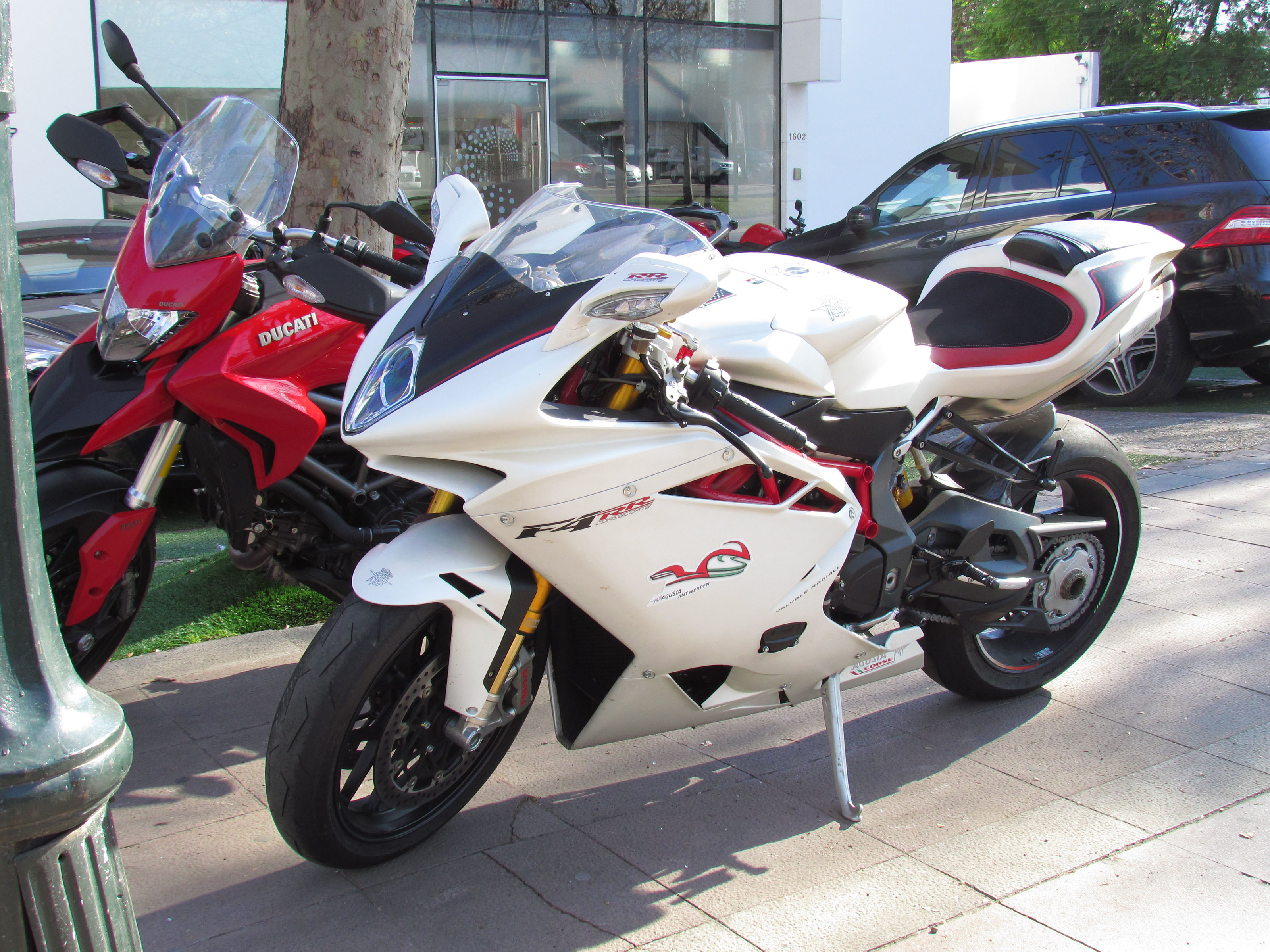
MV Agusta F4 RR Corsacorta del 2013

Nel 2010 viene presentato il nuovo modello, completamente riprogettato a livello di ciclistica e con un'estetica portata ai canoni del nuovo millennio, più filante e aggressiva, dal modello 2010 la F4 è dotata di una piattaforma elettronica che prevede controllo di trazione e mappature selezionabili per la gestione del motore, e dal modello 2013 la F4 si arricchisce anche di gestione motore dotata di sistema "ride by wire" e di ABS sportivo comprensivo di racing mode.
Con il Model Year 2012, la gamma si arricchisce della versione F4 RR Corsa Corta, con interventi estesi in tutte le componenti, con un aumento delle prestazioni, 201 CV e una velocità massima di oltre 300 km/h, e una riduzione di costo.

## Edizioni speciali
Le edizioni speciali che si sono susseguite nel tempo sono numerose: Serie oro, Tamburini, Agostini, Senna e SPR.
Per il 50º anniversario delle Frecce Tricolori, la MV Agusta ha realizzato un'edizione speciale limitata della F4 caratterizzata da una colorazione simile a quella degli aerei Aermacchi MB-339 della Pattuglia Acrobatica Nazionale Italiana.
Per il bicentenario dell'Arma dei Carabinieri, la MV Agusta ha realizzato un'edizione speciale limitata ad un solo prototipo della F4RR caratterizzata da una livrea con colorazione blu e rossa simile a quella delle autoradio in uso all'Arma dei Carabinieri.

## Caratteristiche tecniche
| Caratteristiche tecniche - MV Agusta F4 750 S | Caratteristiche tecniche - MV Agusta F4 750 S                                                                                                  | Caratteristiche tecniche - MV Agusta F4 750 S                                                                                                  | Caratteristiche tecniche - MV Agusta F4 750 S                                                                                                  | Caratteristiche tecniche - MV Agusta F4 750 S                                                                                                  | Caratteristiche tecniche - MV Agusta F4 750 S                                                                                                  |
| --------------------------------------------- | --- | --- | --- | --- | --- |
|                                               | | | | | |
| Dimensioni e pesi                             | | | | | |
| Ingombri (lungh.×largh.×alt.)                 | 2007 × 685 × ? mm | 2007 × 685 × ? mm | 2007 × 685 × ? mm | 2007 × 685 × ? mm | 2007 × 685 × ? mm |
| Altezze                                       | Sella: 790 mm - Minima da terra: 130 mm | Sella: 790 mm - Minima da terra: 130 mm | Sella: 790 mm - Minima da terra: 130 mm | Sella: 790 mm - Minima da terra: 130 mm | Sella: 790 mm - Minima da terra: 130 mm |
| Interasse: 1398 mm                            | Interasse: 1398 mm | Massa a vuoto: a secco 191 kg | Massa a vuoto: a secco 191 kg | Serbatoio: 21 l | Serbatoio: 21 l |
| Meccanica                                     | | | | | |
| Tipo motore: Quadricilindrico a 4 tempi       | Tipo motore: Quadricilindrico a 4 tempi | Tipo motore: Quadricilindrico a 4 tempi | Tipo motore: Quadricilindrico a 4 tempi | Raffreddamento: a liquido | Raffreddamento: a liquido |
| Cilindrata                                    | 749,4 cm³ (Alesaggio 73,8 × Corsa 43,8 mm) | 749,4 cm³ (Alesaggio 73,8 × Corsa 43,8 mm) | 749,4 cm³ (Alesaggio 73,8 × Corsa 43,8 mm) | 749,4 cm³ (Alesaggio 73,8 × Corsa 43,8 mm) | 749,4 cm³ (Alesaggio 73,8 × Corsa 43,8 mm) |
| Distribuzione: DOHC a valvole radiali         | Distribuzione: DOHC a valvole radiali | Distribuzione: DOHC a valvole radiali | Alimentazione: iniezione multipoint "Weber Marelli" IAW 16M                                                                                    | Alimentazione: iniezione multipoint "Weber Marelli" IAW 16M                                                                                    | Alimentazione: iniezione multipoint "Weber Marelli" IAW 16M                                                                                    |
| Potenza: 100,7 Kw / 137 CV a 12.600 rpm       | Potenza: 100,7 Kw / 137 CV a 12.600 rpm | Coppia: | Coppia: | Rapporto di compressione: | Rapporto di compressione: |
| Frizione: multidisco in bagno d'olio          | Frizione: multidisco in bagno d'olio | Frizione: multidisco in bagno d'olio | Cambio: sequenziale estraibile a 6 marce (sempre in presa)                                                                                     | Cambio: sequenziale estraibile a 6 marce (sempre in presa)                                                                                     | Cambio: sequenziale estraibile a 6 marce (sempre in presa)                                                                                     |
| Accensione                                    | elettronica IDI | elettronica IDI | elettronica IDI | elettronica IDI | elettronica IDI |
| Trasmissione                                  | a catena | a catena | a catena | a catena | a catena |
| Avviamento                                    | elettrico | elettrico | elettrico | elettrico | elettrico |
| Ciclistica                                    | | | | | |
| Telaio                                        | Tubolare a traliccio in acciaio CrMo (saldato in TIG)                                                                                          | Tubolare a traliccio in acciaio CrMo (saldato in TIG)                                                                                          | Tubolare a traliccio in acciaio CrMo (saldato in TIG)                                                                                          | Tubolare a traliccio in acciaio CrMo (saldato in TIG)                                                                                          | Tubolare a traliccio in acciaio CrMo (saldato in TIG)                                                                                          |
| Sospensioni                                   | Anteriore: forcella a steli rovesciati da 49 mm pluriregolabile / Posteriore: monoammortizzatore con regolazione del precarico pluriregolabile | Anteriore: forcella a steli rovesciati da 49 mm pluriregolabile / Posteriore: monoammortizzatore con regolazione del precarico pluriregolabile | Anteriore: forcella a steli rovesciati da 49 mm pluriregolabile / Posteriore: monoammortizzatore con regolazione del precarico pluriregolabile | Anteriore: forcella a steli rovesciati da 49 mm pluriregolabile / Posteriore: monoammortizzatore con regolazione del precarico pluriregolabile | Anteriore: forcella a steli rovesciati da 49 mm pluriregolabile / Posteriore: monoammortizzatore con regolazione del precarico pluriregolabile |
| Freni                                         | Anteriore: doppio disco da 310 mm / Posteriore: disco singolo da 210 mm                                                                        | Anteriore: doppio disco da 310 mm / Posteriore: disco singolo da 210 mm                                                                        | Anteriore: doppio disco da 310 mm / Posteriore: disco singolo da 210 mm                                                                        | Anteriore: doppio disco da 310 mm / Posteriore: disco singolo da 210 mm                                                                        | Anteriore: doppio disco da 310 mm / Posteriore: disco singolo da 210 mm                                                                        |
| Pneumatici                                    | anteriore da 120/65 ZR 17; posteriore da 190/50 ZR 17                                                                                          | anteriore da 120/65 ZR 17; posteriore da 190/50 ZR 17                                                                                          | anteriore da 120/65 ZR 17; posteriore da 190/50 ZR 17                                                                                          | anteriore da 120/65 ZR 17; posteriore da 190/50 ZR 17                                                                                          | anteriore da 120/65 ZR 17; posteriore da 190/50 ZR 17                                                                                          |
| Fonte dei dati:                               | | | | | |

| Caratteristiche tecniche - MV Agusta F4 1000 S (R) [R312] fino al 2009                              | Caratteristiche tecniche - MV Agusta F4 1000 S (R) [R312] fino al 2009                                                                         | Caratteristiche tecniche - MV Agusta F4 1000 S (R) [R312] fino al 2009                                                                         | Caratteristiche tecniche - MV Agusta F4 1000 S (R) [R312] fino al 2009                                                                                           | Caratteristiche tecniche - MV Agusta F4 1000 S (R) [R312] fino al 2009                                                                                           | Caratteristiche tecniche - MV Agusta F4 1000 S (R) [R312] fino al 2009                                                                                           |
| --------------------------------------------------------------------------------------------------- | --- | --- | --- | --- | --- |
| | | | | | |
| Dimensioni e pesi                                                                                   | | | | | |
| Ingombri (lungh.×largh.×alt.)                                                                       | 2007 × 685 × ? mm | 2007 × 685 × ? mm | 2007 × 685 × ? mm | 2007 × 685 × ? mm | 2007 × 685 × ? mm |
| Altezze                                                                                             | Sella: 810 mm - Minima da terra: 130 mm | Sella: 810 mm - Minima da terra: 130 mm | Sella: 810 mm - Minima da terra: 130 mm | Sella: 810 mm - Minima da terra: 130 mm | Sella: 810 mm - Minima da terra: 130 mm |
| Interasse: 1408 mm                                                                                  | Interasse: 1408 mm | Massa a vuoto: a secco 192 kg | Massa a vuoto: a secco 192 kg | Serbatoio: 21 l | Serbatoio: 21 l |
| Meccanica                                                                                           | | | | | |
| Tipo motore: Quadricilindrico a 4 tempi                                                             | Tipo motore: Quadricilindrico a 4 tempi | Tipo motore: Quadricilindrico a 4 tempi | Tipo motore: Quadricilindrico a 4 tempi | Raffreddamento: a liquido | Raffreddamento: a liquido |
| Cilindrata                                                                                          | 998 cm³ (Alesaggio 76,0 × Corsa 55,0 mm) | 998 cm³ (Alesaggio 76,0 × Corsa 55,0 mm) | 998 cm³ (Alesaggio 76,0 × Corsa 55,0 mm) | 998 cm³ (Alesaggio 76,0 × Corsa 55,0 mm) | 998 cm³ (Alesaggio 76,0 × Corsa 55,0 mm) |
| Distribuzione: DOHC a valvole radiali                                                               | Distribuzione: DOHC a valvole radiali | Distribuzione: DOHC a valvole radiali | Alimentazione: iniezione multipoint "Weber Marelli” 5SM | Alimentazione: iniezione multipoint "Weber Marelli” 5SM | Alimentazione: iniezione multipoint "Weber Marelli” 5SM |
| Potenza: 122 kW / 166 CV a 10.200 rpm (128 kW / 174 CV a 11.900 rpm) [134 kW / 183 CV a 12.400 rpm] | Potenza: 122 kW / 166 CV a 10.200 rpm (128 kW / 174 CV a 11.900 rpm) [134 kW / 183 CV a 12.400 rpm]                                            | Coppia: 109 N·m (11,1 kgm) a 10.200 rpm (111 N·m (11,3 kgm) a 10.000 rpm) [115 N·m (11,5 kgm) a 10.000 rpm]                                    | Coppia: 109 N·m (11,1 kgm) a 10.200 rpm (111 N·m (11,3 kgm) a 10.000 rpm) [115 N·m (11,5 kgm) a 10.000 rpm]                                                      | Rapporto di compressione: 13:1 [13,1:1] | Rapporto di compressione: 13:1 [13,1:1] |
| Frizione: multidisco in bagno d'olio                                                                | Frizione: multidisco in bagno d'olio | Frizione: multidisco in bagno d'olio | Cambio: sequenziale estraibile a 6 marce (sempre in presa) 1° 13/38 (2,923) 2° 16/34 (2,125) 3° 18/32 (1,778) 4° 20/30 (1,500) 5° 22/29 (1,381) 6° 21/25 (1,190) | Cambio: sequenziale estraibile a 6 marce (sempre in presa) 1° 13/38 (2,923) 2° 16/34 (2,125) 3° 18/32 (1,778) 4° 20/30 (1,500) 5° 22/29 (1,381) 6° 21/25 (1,190) | Cambio: sequenziale estraibile a 6 marce (sempre in presa) 1° 13/38 (2,923) 2° 16/34 (2,125) 3° 18/32 (1,778) 4° 20/30 (1,500) 5° 22/29 (1,381) 6° 21/25 (1,190) |
| Accensione                                                                                          | elettronica IDI | elettronica IDI | elettronica IDI | elettronica IDI | elettronica IDI |
| Trasmissione                                                                                        | primaria 50/79 (1,580); secondaria a catena 15/39 (2,600) [(15/40 (2,667))]                                                                    | primaria 50/79 (1,580); secondaria a catena 15/39 (2,600) [(15/40 (2,667))]                                                                    | primaria 50/79 (1,580); secondaria a catena 15/39 (2,600) [(15/40 (2,667))]                                                                                      | primaria 50/79 (1,580); secondaria a catena 15/39 (2,600) [(15/40 (2,667))]                                                                                      | primaria 50/79 (1,580); secondaria a catena 15/39 (2,600) [(15/40 (2,667))]                                                                                      |
| Avviamento                                                                                          | elettrico | elettrico | elettrico | elettrico | elettrico |
| Ciclistica                                                                                          | | | | | |
| Telaio                                                                                              | Tubolare a traliccio in acciaio CrMo (saldato in TIG)                                                                                          | Tubolare a traliccio in acciaio CrMo (saldato in TIG)                                                                                          | Tubolare a traliccio in acciaio CrMo (saldato in TIG) | Tubolare a traliccio in acciaio CrMo (saldato in TIG) | Tubolare a traliccio in acciaio CrMo (saldato in TIG) |
| Sospensioni                                                                                         | Anteriore: forcella a steli rovesciati da 50 mm pluriregolabile / Posteriore: monoammortizzatore con regolazione del precarico pluriregolabile | Anteriore: forcella a steli rovesciati da 50 mm pluriregolabile / Posteriore: monoammortizzatore con regolazione del precarico pluriregolabile | Anteriore: forcella a steli rovesciati da 50 mm pluriregolabile / Posteriore: monoammortizzatore con regolazione del precarico pluriregolabile                   | Anteriore: forcella a steli rovesciati da 50 mm pluriregolabile / Posteriore: monoammortizzatore con regolazione del precarico pluriregolabile                   | Anteriore: forcella a steli rovesciati da 50 mm pluriregolabile / Posteriore: monoammortizzatore con regolazione del precarico pluriregolabile                   |
| Freni                                                                                               | Anteriore: doppio disco da 310 mm [(320 mm)] / Posteriore: disco singolo da 210 mm                                                             | Anteriore: doppio disco da 310 mm [(320 mm)] / Posteriore: disco singolo da 210 mm                                                             | Anteriore: doppio disco da 310 mm [(320 mm)] / Posteriore: disco singolo da 210 mm                                                                               | Anteriore: doppio disco da 310 mm [(320 mm)] / Posteriore: disco singolo da 210 mm                                                                               | Anteriore: doppio disco da 310 mm [(320 mm)] / Posteriore: disco singolo da 210 mm                                                                               |
| Pneumatici                                                                                          | anteriore da 120/70 ZR 17; posteriore da 190/50 ZR 17 [(anteriore da 120/70 ZR 17; posteriore da 190/55 ZR 17)]                                | anteriore da 120/70 ZR 17; posteriore da 190/50 ZR 17 [(anteriore da 120/70 ZR 17; posteriore da 190/55 ZR 17)]                                | anteriore da 120/70 ZR 17; posteriore da 190/50 ZR 17 [(anteriore da 120/70 ZR 17; posteriore da 190/55 ZR 17)]                                                  | anteriore da 120/70 ZR 17; posteriore da 190/50 ZR 17 [(anteriore da 120/70 ZR 17; posteriore da 190/55 ZR 17)]                                                  | anteriore da 120/70 ZR 17; posteriore da 190/50 ZR 17 [(anteriore da 120/70 ZR 17; posteriore da 190/55 ZR 17)]                                                  |
| Fonte dei dati:                                                                                     | | | | | |

| Caratteristiche tecniche - MV Agusta F4 1000 2010      | Caratteristiche tecniche - MV Agusta F4 1000 2010                                                                                              | Caratteristiche tecniche - MV Agusta F4 1000 2010                                                                                              | Caratteristiche tecniche - MV Agusta F4 1000 2010 | Caratteristiche tecniche - MV Agusta F4 1000 2010 | Caratteristiche tecniche - MV Agusta F4 1000 2010 |
| ------------------------------------------------------ | --- | --- | --- | --- | --- |
|                                                        | | | | | |
| Dimensioni e pesi                                      | | | | | |
| Ingombri (lungh.×largh.×alt.)                          | 2100 × 750 × ? mm | 2100 × 750 × ? mm | 2100 × 750 × ? mm | 2100 × 750 × ? mm | 2100 × 750 × ? mm |
| Altezze                                                | Sella: 860 mm - Minima da terra: 115 mm | Sella: 860 mm - Minima da terra: 115 mm | Sella: 860 mm - Minima da terra: 115 mm | Sella: 860 mm - Minima da terra: 115 mm | Sella: 860 mm - Minima da terra: 115 mm |
| Interasse: 1430 mm                                     | Interasse: 1430 mm | Massa a vuoto: a secco 192 kg | Massa a vuoto: a secco 192 kg | Serbatoio: 17 l | Serbatoio: 17 l |
| Meccanica                                              | | | | | |
| Tipo motore: Quadricilindrico a 4 tempi                | Tipo motore: Quadricilindrico a 4 tempi | Tipo motore: Quadricilindrico a 4 tempi | Tipo motore: Quadricilindrico a 4 tempi | Raffreddamento: a liquido | Raffreddamento: a liquido |
| Cilindrata                                             | 998 cm³ (Alesaggio 76,0 × Corsa 55,0 mm) | 998 cm³ (Alesaggio 76,0 × Corsa 55,0 mm) | 998 cm³ (Alesaggio 76,0 × Corsa 55,0 mm) | 998 cm³ (Alesaggio 76,0 × Corsa 55,0 mm) | 998 cm³ (Alesaggio 76,0 × Corsa 55,0 mm) |
| Distribuzione: DOHC a valvole radiali                  | Distribuzione: DOHC a valvole radiali | Distribuzione: DOHC a valvole radiali | Alimentazione: iniezione multipoint "Magneti Marelli” IAW 7BM e cornetti d'aspirazione ad altezza variabile                                                      | Alimentazione: iniezione multipoint "Magneti Marelli” IAW 7BM e cornetti d'aspirazione ad altezza variabile                                                      | Alimentazione: iniezione multipoint "Magneti Marelli” IAW 7BM e cornetti d'aspirazione ad altezza variabile                                                      |
| Potenza: 137 kW (186 CV) a 12.900 rpm                  | Potenza: 137 kW (186 CV) a 12.900 rpm | Coppia: 114 N·m (11,4 kgm) a 9.500 rpm | Coppia: 114 N·m (11,4 kgm) a 9.500 rpm | Rapporto di compressione: 13,1:1 | Rapporto di compressione: 13,1:1 |
| Frizione: antisaltellamento multidisco in bagno d'olio | Frizione: antisaltellamento multidisco in bagno d'olio                                                                                         | Frizione: antisaltellamento multidisco in bagno d'olio                                                                                         | Cambio: sequenziale estraibile a 6 marce (sempre in presa) 1° 13/38 (2,923) 2° 16/34 (2,125) 3° 18/32 (1,778) 4° 20/30 (1,500) 5° 22/29 (1,381) 6° 19/23 (1,210) | Cambio: sequenziale estraibile a 6 marce (sempre in presa) 1° 13/38 (2,923) 2° 16/34 (2,125) 3° 18/32 (1,778) 4° 20/30 (1,500) 5° 22/29 (1,381) 6° 19/23 (1,210) | Cambio: sequenziale estraibile a 6 marce (sempre in presa) 1° 13/38 (2,923) 2° 16/34 (2,125) 3° 18/32 (1,778) 4° 20/30 (1,500) 5° 22/29 (1,381) 6° 19/23 (1,210) |
| Accensione                                             | elettronica IDI | elettronica IDI | elettronica IDI | elettronica IDI | elettronica IDI |
| Trasmissione                                           | primaria 50/79 (1,580); secondaria a catena 15/41 (2,733)                                                                                      | primaria 50/79 (1,580); secondaria a catena 15/41 (2,733)                                                                                      | primaria 50/79 (1,580); secondaria a catena 15/41 (2,733) | primaria 50/79 (1,580); secondaria a catena 15/41 (2,733) | primaria 50/79 (1,580); secondaria a catena 15/41 (2,733) |
| Avviamento                                             | elettrico | elettrico | elettrico | elettrico | elettrico |
| Ciclistica                                             | | | | | |
| Telaio                                                 | Tubolare a traliccio in acciaio CrMo (saldato in TIG)                                                                                          | Tubolare a traliccio in acciaio CrMo (saldato in TIG)                                                                                          | Tubolare a traliccio in acciaio CrMo (saldato in TIG) | Tubolare a traliccio in acciaio CrMo (saldato in TIG) | Tubolare a traliccio in acciaio CrMo (saldato in TIG) |
| Sospensioni                                            | Anteriore: forcella a steli rovesciati da 50 mm pluriregolabile / Posteriore: monoammortizzatore con regolazione del precarico pluriregolabile | Anteriore: forcella a steli rovesciati da 50 mm pluriregolabile / Posteriore: monoammortizzatore con regolazione del precarico pluriregolabile | Anteriore: forcella a steli rovesciati da 50 mm pluriregolabile / Posteriore: monoammortizzatore con regolazione del precarico pluriregolabile                   | Anteriore: forcella a steli rovesciati da 50 mm pluriregolabile / Posteriore: monoammortizzatore con regolazione del precarico pluriregolabile                   | Anteriore: forcella a steli rovesciati da 50 mm pluriregolabile / Posteriore: monoammortizzatore con regolazione del precarico pluriregolabile                   |
| Freni                                                  | Anteriore: doppio disco da 320 mm / Posteriore: disco singolo da 210 mm                                                                        | Anteriore: doppio disco da 320 mm / Posteriore: disco singolo da 210 mm                                                                        | Anteriore: doppio disco da 320 mm / Posteriore: disco singolo da 210 mm                                                                                          | Anteriore: doppio disco da 320 mm / Posteriore: disco singolo da 210 mm                                                                                          | Anteriore: doppio disco da 320 mm / Posteriore: disco singolo da 210 mm                                                                                          |
| Pneumatici                                             | anteriore da 120/70 ZR 17; posteriore da 190/55 ZR 17                                                                                          | anteriore da 120/70 ZR 17; posteriore da 190/55 ZR 17                                                                                          | anteriore da 120/70 ZR 17; posteriore da 190/55 ZR 17 | anteriore da 120/70 ZR 17; posteriore da 190/55 ZR 17 | anteriore da 120/70 ZR 17; posteriore da 190/55 ZR 17 |
| Fonte dei dati:                                        | | | | | |

| Caratteristiche tecniche - MV Agusta F4 1000 R (RR) 2011                      | Caratteristiche tecniche - MV Agusta F4 1000 R (RR) 2011 | Caratteristiche tecniche - MV Agusta F4 1000 R (RR) 2011 | Caratteristiche tecniche - MV Agusta F4 1000 R (RR) 2011 | Caratteristiche tecniche - MV Agusta F4 1000 R (RR) 2011 | Caratteristiche tecniche - MV Agusta F4 1000 R (RR) 2011 |
| Dimensioni e pesi                                                             | Dimensioni e pesi | Dimensioni e pesi | Dimensioni e pesi | Dimensioni e pesi | Dimensioni e pesi |
| ----------------------------------------------------------------------------- | --- | --- | --- | --- | --- |
| Ingombri (lungh.×largh.×alt.)                                                 | 2100 × 750 × ? mm | 2100 × 750 × ? mm | 2100 × 750 × ? mm | 2100 × 750 × ? mm | 2100 × 750 × ? mm |
| Altezze                                                                       | Sella: 830 mm - Minima da terra: 115 mm | Sella: 830 mm - Minima da terra: 115 mm | Sella: 830 mm - Minima da terra: 115 mm | Sella: 830 mm - Minima da terra: 115 mm | Sella: 830 mm - Minima da terra: 115 mm |
| Interasse: 1430 mm                                                            | Interasse: 1430 mm | Massa a vuoto: 185 kg | Massa a vuoto: 185 kg | Serbatoio: 17 l | Serbatoio: 17 l |
| Meccanica                                                                     | | | | | |
| Tipo motore: Quadricilindrico a 4 tempi                                       | Tipo motore: Quadricilindrico a 4 tempi | Tipo motore: Quadricilindrico a 4 tempi | Tipo motore: Quadricilindrico a 4 tempi | Raffreddamento: a liquido | Raffreddamento: a liquido |
| Cilindrata                                                                    | 998 cm³ (Alesaggio 79,0 × Corsa 50,9 mm) | 998 cm³ (Alesaggio 79,0 × Corsa 50,9 mm) | 998 cm³ (Alesaggio 79,0 × Corsa 50,9 mm) | 998 cm³ (Alesaggio 79,0 × Corsa 50,9 mm) | 998 cm³ (Alesaggio 79,0 × Corsa 50,9 mm) |
| Distribuzione: DOHC a valvole radiali                                         | Distribuzione: DOHC a valvole radiali | Distribuzione: DOHC a valvole radiali | Alimentazione: iniezione multipoint "Magneti Marelli” IAW 7BM e corpi farfallati "Mikuni" con cornetti d'aspirazione ad altezza variabile                                               | Alimentazione: iniezione multipoint "Magneti Marelli” IAW 7BM e corpi farfallati "Mikuni" con cornetti d'aspirazione ad altezza variabile                                               | Alimentazione: iniezione multipoint "Magneti Marelli” IAW 7BM e corpi farfallati "Mikuni" con cornetti d'aspirazione ad altezza variabile                                               |
| Potenza: 143,5 kW / 195 CV a 13.000 giri/min (147,7 kW / 201 CV a 13.400 rpm) | Potenza: 143,5 kW / 195 CV a 13.000 giri/min (147,7 kW / 201 CV a 13.400 rpm) | Coppia: 112 N·m / 11,4 kg·m a 9.100 giri/min (114 N·m / 11,4 kg·m a 9.200 rpm) | Coppia: 112 N·m / 11,4 kg·m a 9.100 giri/min (114 N·m / 11,4 kg·m a 9.200 rpm) | Rapporto di compressione: 13,4:1 | Rapporto di compressione: 13,4:1 |
| Frizione: antisaltellamento multidisco in bagno d'olio                        | Frizione: antisaltellamento multidisco in bagno d'olio | Frizione: antisaltellamento multidisco in bagno d'olio | Cambio: sequenziale estraibile a 6 marce (sempre in presa) 1° 14/37 (2,643) 2° 16/33 (2,063) 3° 18/31 (1,722) 4° 20/30 (1,500) 5° 22/29 (1,381) 6° 21/25 (1,190)                        | Cambio: sequenziale estraibile a 6 marce (sempre in presa) 1° 14/37 (2,643) 2° 16/33 (2,063) 3° 18/31 (1,722) 4° 20/30 (1,500) 5° 22/29 (1,381) 6° 21/25 (1,190)                        | Cambio: sequenziale estraibile a 6 marce (sempre in presa) 1° 14/37 (2,643) 2° 16/33 (2,063) 3° 18/31 (1,722) 4° 20/30 (1,500) 5° 22/29 (1,381) 6° 21/25 (1,190)                        |
| Accensione                                                                    | elettronica IDI "Magneti Marelli” IAW 7BM | elettronica IDI "Magneti Marelli” IAW 7BM | elettronica IDI "Magneti Marelli” IAW 7BM | elettronica IDI "Magneti Marelli” IAW 7BM | elettronica IDI "Magneti Marelli” IAW 7BM |
| Trasmissione                                                                  | primaria 48/82 (1,708); secondaria a catena 15/41 (2,733) | primaria 48/82 (1,708); secondaria a catena 15/41 (2,733) | primaria 48/82 (1,708); secondaria a catena 15/41 (2,733) | primaria 48/82 (1,708); secondaria a catena 15/41 (2,733) | primaria 48/82 (1,708); secondaria a catena 15/41 (2,733) |
| Avviamento                                                                    | elettrico | elettrico | elettrico | elettrico | elettrico |
| Ciclistica                                                                    | | | | | |
| Telaio                                                                        | Misto tubolare a traliccio in acciaio CrMo (saldato in TIG) e pistre per il fulcro del forcellone ad altezza regolabile                                                                 | Misto tubolare a traliccio in acciaio CrMo (saldato in TIG) e pistre per il fulcro del forcellone ad altezza regolabile                                                                 | Misto tubolare a traliccio in acciaio CrMo (saldato in TIG) e pistre per il fulcro del forcellone ad altezza regolabile                                                                 | Misto tubolare a traliccio in acciaio CrMo (saldato in TIG) e pistre per il fulcro del forcellone ad altezza regolabile                                                                 | Misto tubolare a traliccio in acciaio CrMo (saldato in TIG) e pistre per il fulcro del forcellone ad altezza regolabile                                                                 |
| Sospensioni                                                                   | Anteriore: forcella a steli rovesciati da 50 mm pluriregolabile (ÖHLINS NIX da 43 mm) / Posteriore: monoammortizzatore pluriregolabile (ÖHLINS TTX)                                     | Anteriore: forcella a steli rovesciati da 50 mm pluriregolabile (ÖHLINS NIX da 43 mm) / Posteriore: monoammortizzatore pluriregolabile (ÖHLINS TTX)                                     | Anteriore: forcella a steli rovesciati da 50 mm pluriregolabile (ÖHLINS NIX da 43 mm) / Posteriore: monoammortizzatore pluriregolabile (ÖHLINS TTX)                                     | Anteriore: forcella a steli rovesciati da 50 mm pluriregolabile (ÖHLINS NIX da 43 mm) / Posteriore: monoammortizzatore pluriregolabile (ÖHLINS TTX)                                     | Anteriore: forcella a steli rovesciati da 50 mm pluriregolabile (ÖHLINS NIX da 43 mm) / Posteriore: monoammortizzatore pluriregolabile (ÖHLINS TTX)                                     |
| Freni                                                                         | Anteriore: doppio disco da 320 mm, con pompa freno Brembo in monoblocco a 4 pistoncini da 34 mm / Posteriore: disco singolo da 210 mm, con pompa freno Brembo a 4 pistoncini da 25,4 mm | Anteriore: doppio disco da 320 mm, con pompa freno Brembo in monoblocco a 4 pistoncini da 34 mm / Posteriore: disco singolo da 210 mm, con pompa freno Brembo a 4 pistoncini da 25,4 mm | Anteriore: doppio disco da 320 mm, con pompa freno Brembo in monoblocco a 4 pistoncini da 34 mm / Posteriore: disco singolo da 210 mm, con pompa freno Brembo a 4 pistoncini da 25,4 mm | Anteriore: doppio disco da 320 mm, con pompa freno Brembo in monoblocco a 4 pistoncini da 34 mm / Posteriore: disco singolo da 210 mm, con pompa freno Brembo a 4 pistoncini da 25,4 mm | Anteriore: doppio disco da 320 mm, con pompa freno Brembo in monoblocco a 4 pistoncini da 34 mm / Posteriore: disco singolo da 210 mm, con pompa freno Brembo a 4 pistoncini da 25,4 mm |
| Pneumatici                                                                    | anteriore da 120/70 ZR 17 su cerchi con canale da 3,5"; posteriore da 190/55 ZR 17 su cerchi con canale da 6"                                                                           | anteriore da 120/70 ZR 17 su cerchi con canale da 3,5"; posteriore da 190/55 ZR 17 su cerchi con canale da 6"                                                                           | anteriore da 120/70 ZR 17 su cerchi con canale da 3,5"; posteriore da 190/55 ZR 17 su cerchi con canale da 6"                                                                           | anteriore da 120/70 ZR 17 su cerchi con canale da 3,5"; posteriore da 190/55 ZR 17 su cerchi con canale da 6"                                                                           | anteriore da 120/70 ZR 17 su cerchi con canale da 3,5"; posteriore da 190/55 ZR 17 su cerchi con canale da 6"                                                                           |
| Prestazioni dichiarate                                                        | | | | | |
| Velocità massima                                                              | 297,6 km/h | 297,6 km/h | 297,6 km/h | 297,6 km/h | 297,6 km/h |
| Fonte dei dati:                                                               | | | | | |

| Caratteristiche tecniche - MV Agusta F4 1078 RR 312        | Caratteristiche tecniche - MV Agusta F4 1078 RR 312                                                                                            | Caratteristiche tecniche - MV Agusta F4 1078 RR 312                                                                                            | Caratteristiche tecniche - MV Agusta F4 1078 RR 312 | Caratteristiche tecniche - MV Agusta F4 1078 RR 312 | Caratteristiche tecniche - MV Agusta F4 1078 RR 312 |
| ---------------------------------------------------------- | --- | --- | --- | --- | --- |
|                                                            | | | | | |
| Dimensioni e pesi                                          | | | | | |
| Ingombri (lungh.×largh.×alt.)                              | 2007 × 685 × ? mm | 2007 × 685 × ? mm | 2007 × 685 × ? mm | 2007 × 685 × ? mm | 2007 × 685 × ? mm |
| Altezze                                                    | Sella: 810 mm - Minima da terra: 130 mm | Sella: 810 mm - Minima da terra: 130 mm | Sella: 810 mm - Minima da terra: 130 mm | Sella: 810 mm - Minima da terra: 130 mm | Sella: 810 mm - Minima da terra: 130 mm |
| Interasse: 1408 mm                                         | Interasse: 1408 mm | Massa a vuoto: a secco 192 kg | Massa a vuoto: a secco 192 kg | Serbatoio: 21 l di cui 4 di riserva | Serbatoio: 21 l di cui 4 di riserva |
| Meccanica                                                  | | | | | |
| Tipo motore: Quadricilindrico a 4 tempi                    | Tipo motore: Quadricilindrico a 4 tempi | Tipo motore: Quadricilindrico a 4 tempi | Tipo motore: Quadricilindrico a 4 tempi | Raffreddamento: a liquido | Raffreddamento: a liquido |
| Cilindrata                                                 | 1078,37 cm³ (Alesaggio 79,0 × Corsa 55,0 mm)                                                                                                   | 1078,37 cm³ (Alesaggio 79,0 × Corsa 55,0 mm)                                                                                                   | 1078,37 cm³ (Alesaggio 79,0 × Corsa 55,0 mm) | 1078,37 cm³ (Alesaggio 79,0 × Corsa 55,0 mm) | 1078,37 cm³ (Alesaggio 79,0 × Corsa 55,0 mm) |
| Distribuzione: DOHC a valvole radiali                      | Distribuzione: DOHC a valvole radiali | Distribuzione: DOHC a valvole radiali | Alimentazione: iniezione multipoint "Weber Marelli” 5SM | Alimentazione: iniezione multipoint "Weber Marelli” 5SM | Alimentazione: iniezione multipoint "Weber Marelli” 5SM |
| Potenza: 140 kW / 190 CV a 12.200 rpm                      | Potenza: 140 kW / 190 CV a 12.200 rpm | Coppia: 124 N·m (12,4 kgm) a 8.200 rpm | Coppia: 124 N·m (12,4 kgm) a 8.200 rpm | Rapporto di compressione: 13:1 | Rapporto di compressione: 13:1 |
| Frizione: multidisco in bagno d'olio con antisaltellamento | Frizione: multidisco in bagno d'olio con antisaltellamento                                                                                     | Frizione: multidisco in bagno d'olio con antisaltellamento                                                                                     | Cambio: sequenziale estraibile a 6 marce (sempre in presa) 1° 14/37 (2,643) 2° 16/33 (2,063) 3° 18/31 (1,722) 4° 20/30 (1,500) 5° 22/29 (1,381) 6° 21/25 (1,190) | Cambio: sequenziale estraibile a 6 marce (sempre in presa) 1° 14/37 (2,643) 2° 16/33 (2,063) 3° 18/31 (1,722) 4° 20/30 (1,500) 5° 22/29 (1,381) 6° 21/25 (1,190) | Cambio: sequenziale estraibile a 6 marce (sempre in presa) 1° 14/37 (2,643) 2° 16/33 (2,063) 3° 18/31 (1,722) 4° 20/30 (1,500) 5° 22/29 (1,381) 6° 21/25 (1,190) |
| Accensione                                                 | elettronica IDI | elettronica IDI | elettronica IDI | elettronica IDI | elettronica IDI |
| Trasmissione                                               | primaria 50/79 (1,580); secondaria a catena 15/40 (2,667)                                                                                      | primaria 50/79 (1,580); secondaria a catena 15/40 (2,667)                                                                                      | primaria 50/79 (1,580); secondaria a catena 15/40 (2,667) | primaria 50/79 (1,580); secondaria a catena 15/40 (2,667) | primaria 50/79 (1,580); secondaria a catena 15/40 (2,667) |
| Avviamento                                                 | elettrico | elettrico | elettrico | elettrico | elettrico |
| Ciclistica                                                 | | | | | |
| Telaio                                                     | Tubolare a traliccio in acciaio CrMo (saldato in TIG)                                                                                          | Tubolare a traliccio in acciaio CrMo (saldato in TIG)                                                                                          | Tubolare a traliccio in acciaio CrMo (saldato in TIG) | Tubolare a traliccio in acciaio CrMo (saldato in TIG) | Tubolare a traliccio in acciaio CrMo (saldato in TIG) |
| Sospensioni                                                | Anteriore: forcella a steli rovesciati da 50 mm pluriregolabile / Posteriore: monoammortizzatore con regolazione del precarico pluriregolabile | Anteriore: forcella a steli rovesciati da 50 mm pluriregolabile / Posteriore: monoammortizzatore con regolazione del precarico pluriregolabile | Anteriore: forcella a steli rovesciati da 50 mm pluriregolabile / Posteriore: monoammortizzatore con regolazione del precarico pluriregolabile                   | Anteriore: forcella a steli rovesciati da 50 mm pluriregolabile / Posteriore: monoammortizzatore con regolazione del precarico pluriregolabile                   | Anteriore: forcella a steli rovesciati da 50 mm pluriregolabile / Posteriore: monoammortizzatore con regolazione del precarico pluriregolabile                   |
| Freni                                                      | Anteriore: doppio disco da 320 mm / Posteriore: disco singolo da 210 mm                                                                        | Anteriore: doppio disco da 320 mm / Posteriore: disco singolo da 210 mm                                                                        | Anteriore: doppio disco da 320 mm / Posteriore: disco singolo da 210 mm                                                                                          | Anteriore: doppio disco da 320 mm / Posteriore: disco singolo da 210 mm                                                                                          | Anteriore: doppio disco da 320 mm / Posteriore: disco singolo da 210 mm                                                                                          |
| Pneumatici                                                 | anteriore da 120/70 ZR 17; posteriore da 190/55 ZR 17                                                                                          | anteriore da 120/70 ZR 17; posteriore da 190/55 ZR 17                                                                                          | anteriore da 120/70 ZR 17; posteriore da 190/55 ZR 17 | anteriore da 120/70 ZR 17; posteriore da 190/55 ZR 17 | anteriore da 120/70 ZR 17; posteriore da 190/55 ZR 17 |
| Fonte dei dati:                                            | | | | | |